# The Fortress (Fernsehserie)
The Fortress (Originaltitel: Festning Norge) ist ein siebenteiliger norwegischer Thriller, der in Deutschland erstmals am 12. April 2024 beim Sender Das Erste der ARD gezeigt wurde.

## Handlung
Die Serie spielt im Jahr 2037. Norwegen hat sich seit Jahren vom Rest Europas und der Welt abgeschottet und lebt autark. Flüchtlinge aus verschiedenen Ländern versuchen nach Norwegen einzureisen. Das englische Paar Charlie und Uma möchte mit seiner Tochter Hope ebenfalls nach Norwegen einreisen. Als Uma wegen eines nicht bestandenen Blut-/Gentests zurückgewiesen wird, versucht sie, mit Hilfe von Schleppern illegal nach Norwegen einzureisen, während Charlie und Hope legal einreisen.
Zeitgleich bricht in Bergen eine Seuche aus, die sich im Laufe der Serie als Pest herausstellt. Esther Winter, eine Wissenschaftlerin der staatlichen Behörde für die Lebensmittelversorgung, versucht, Näheres über die Seuche herauszufinden. Es stellt sich dabei heraus, dass die Seuche nicht, wie zunächst von der Regierung verkündet, aus dem Ausland eingeschleppt wurde, sondern durch die Herstellung eines fehlerhaften Impfstoffes für Lachse entstanden ist.

## Folgen
| Nr. (ges.) | Nr. (St.) | Deutscher Titel | Originaltitel |
| ---------- | --------- | --------------- | ------------- |
| 1          | 1         | Die Mauer       | Episode 1     |
| 2          | 2         | Die Seuche      | Episode 2     |
| 3          | 3         | Die Schuldigen  | Episode 3     |
| 4          | 4         | Der Impfstoff   | Episode 4     |
| 5          | 5         | Das Angebot     | Episode 5     |
| 6          | 6         | Die Wahrheit    | Episode 6     |
| 7          | 7         | Der Widerstand  | Episode 7     |

## Verweise
- The Fortress in der ARD-Mediathek. Sendungsseite, abrufbar bis 11. April 2026
- „The Fortress“: Norwegen hinter Stacheldraht und Mauer, Kritik bei Kulturnews
- The Fortress bei Serienjunkies
- The Fortress bei IMDb